# Vuelo 2069 de British Airways
Airways entre Gatwick, Inglaterra y el aeropuerto Jomo Kenyatta, en Nairobi, Kenia. A las 05:00 del 29 de diciembre de 2000, un pasajero con problemas mentales ingresó a la cabina de mando e intentó secuestrar el avión. El 747 entró en pérdida durante el forcejeo, situación que fue aprovechada por el capitán William Hagan y su tripulación para neutralizar al asaltante mientras el primer oficial Phil Watson recuperaba el control de la aeronave, poniendo fin al incidente.

## Aeronave
El avión implicado fue un Boeing 747-436, portando la librea étnica Ndebele Martha de British Airways, Con el registro G-BNLM, fue entregado a British Airways el 28 de junio de 1990.

## Incidente
Alrededor de las 05:00 hora local, la cabina del Boeing 747-400 de British Airways en vuelo regular desde Gatwick a Nairobi fue asaltada por un pasajero keniata con problemas mentales llamado Paul Mukonyi. Atacó al primer oficial Phil Watson (quien se encontraba solo en ese momento, pues el copiloto había ido al baño). Mukonyi cogió la columna de control e intentó efectuar un cambio de ruta. Esto desconectó el piloto automático mientras el invasor luchaba contra Watson, provocando que la aeronave ascendiera rápidamente, entrando en pérdida a 42.000 pies y comenzando a caer a una velocidad de 30.000 pies (9.000 m) por minuto. Mientras Mukonyi y Watson pugnaban por los controles, el Capitán Hagan —quien se había retirado a descansar justo antes del ataque— se unió a la lucha. Dos pasajeros que estaban sentados en la cubierta superior (Henry Clarke Bynum y Gifford Murrell Shaw, ambos de Sumter, Carolina del Sur, EE. UU.) fueron capaces de ingresar a la cabina para colaborar, pese a las maniobras extremas, logrando reducir a Mukonyi hasta sacarlo de la cabina. El primer oficial Watson pudo entonces recuperar el control y regresar el avión a su nivel de vuelo. A continuación, el capitán Hagan efectuó un anuncio a través de la megafonía para tranquilizar a los pasajeros y asegurar que el vuelo continuaría sin contratiempos. Los violentos cambios de inclinación durante el incidente provocaron lesiones leves en cuatro pasajeros y uno de los tripulantes de cabina de pasajeros se fracturó el tobillo. Tras aterrizar en Nairobi, Mukonyi fue inmediatamente entregado a las autoridades. Las acciones posteriores a la detención fueron registradas en vídeo por el hijo del músico inglés Bryan Ferry, pues ambos figuraban entre los pasajeros del vuelo. Más tarde se descubrió que Mukonyi temía que lo siguieran y pretendía deshacerse de quienes consideraba una amenaza, en este caso los pasajeros y tripulantes del vuelo.

## Consecuencias
El capitán William Hagan y los primeros oficiales Phil Watson y Richard Webb fueron galardonados con el Premio Polaris en 2001, por su acción valerosa que salvó vidas. Hagan obtuvo también el premio de Persona del Año de la Real Asociación para la Discapacidad y la Rehabilitación (RADAR).
Un grupo de dieciséis pasajeros norteamericanos presentaron una demanda judicial multimillonaria contra British Airways. Los pasajeros británicos obtuvieron una oferta de compensación de 2000 libras y un billete gratuito cada uno. El paquete actual de compensación de BA para pasajeros británicos incluye un pago económico de 2000 libras, asistencia gratuita al curso "Miedo a volar" en el aeropuerto de Birmingham, y un billete gratuito a cualquier destino mundial de la red de BA. En 2013 un pequeño grupo de pasajeros británicos intentaron llevar a cabo una demanda legal contra BA, pero no se concretó.
British Airways cesó operaciones en esta ruta, que actualmente ha sido reemplazada por salidas desde Heathrow, sin embargo mantiene en uso el número de vuelo para la ruta Londres Gatwick – Mauricio.
El G-BNLM permaneció en la flota de British Airways hasta finales de 2013 cuando fue retirado del servicio y finalmente almacenado en el Aeropuerto Logístico del Sur de California.